# Bâtiment Generali (Barcelone)
Le Bâtiment Generali, anciennement Banque Vitalicio de España, est un édifice situé entre le Passeig de Gràcia et la Gran Via de les Corts Catalanes à Barcelone. Il fait partie de l'Inventaire du Patrimoine architectural de Catalogne. Il a été un des premiers gratte-ciel de Barcelone, considéré comme le bâtiment le plus haut de la ville jusqu'aux constructions des années 1970.

## Histoire
Ses premiers plans datent de 1935, mais la Guerre d'Espagne a freiné sa construction. Le comte de Gamazo a investi dans sa construction comme nouveau siège du Banco Vitalicio, en janvier 1950.
Depuis 2009, le bâtiment appartient au Groupe Generali. En 2017, la marque de vêtement suédoise H&M a ouvert ici sa plus grande boutique en Espagne, avec 5.000 mètres carrés répartis sur quatre étages.

## Description
Il s'agit d'un bâtiment de 21 étages, formé par quatre grands corps indépendants. Une tour marque l'accès principal au bâtiment.
La structure du bâtiment est faite en béton armé, ce que donne une sensation d'uniformité. La façade est décorée avec du granite de Galice et de la pierre de Montjuic. Construit en hauteur, l'édifice fait clairement référence à l'École de Chicago : les ouvertures se distribuent symétriquement sur toute la façade et il a une base sobre tout au long de la partie basse ; il concentre l'unique décor dans l'accès principal. Pour lui donner plus solennité, ont été placées quelques colonnes d'ordre classique et deux groupes sculptés et statues comme ornementation.